# Paul von Buri
Paul Friedrich Christian von Buri (* 1. Juni 1860 in Gießen; † 7. August 1922 in Seeheim-Jugenheim) war Diplomat des Deutschen Reiches und Leiter der Zentralstelle für Auslandsdienst beim Auswärtigen Amt.

## Familie
Paul von Buri war der Sohn des Richters Maximilian von Buri und seiner Ehefrau Maria, geb. von Ernest (1830–1910). Die Familie von Buri wurde 1753 durch den Landgrafen Ludwig VIII. von Hessen-Darmstadt geadelt. 1896 heiratete er in Leipzig Charlotte von Bomhard (1871–1964), die Tochter des Präsidenten des Senates des Reichsgerichtes Ernst von Bomhard.

## Berufliche Laufbahn
Von Paul von Buri studierte nach dem Abitur Rechtswissenschaften an der Ruprecht-Karls-Universität Heidelberg, der Universität Straßburg und der Universität Leipzig. Seine berufliche Laufbahn begann er 1881 beim Auswärtigen Amt Berlin im „Dezernat für deutsche und überseeische Angelegenheiten“. Hier wurde er im Bereich eines Bezirksamtmannes im Protektorat der Marshallinseln, dem damaligen Teil von Deutsch-Neuguinea, eingesetzt. 1889 wurde er deutscher Vizekonsul im damals noch unabhängigen Sultanat Sansibar. Anschließend wurde er als deutscher Konsul der Kapkolonie im südafrikanischen Kapstadt und der Transvaal-Kolonie in Pretoria eingesetzt und hatte dort die Aufgabe, als Interessenvertreter deutscher Politik die wirtschaftlichen und staatsrechtlichen Interessen der in den betreffenden Gebieten lebenden deutschen Bevölkerung zu gewährleisten.
1895 kehrte Paul von Buri nach Deutschland zurück und wurde zum Berater des Auswärtigen Amtes für den Bereich der neu geschaffenen Kolonialabteilung ernannt. Er begleitete im Rahmen dieser Tätigkeit 1899 die Verhandlungen zur Regelung der offenen Fragen zu den Samoainseln, die durch eine im Mai 1899 eingesetzte Kommission von deutscher Seite unter der Leitung des Diplomaten Hermann Speck von Sternburg geführt wurden. Im Ergebnis dieser Verhandlungen kam es zum dreigliedrigen Abkommen, in dem das Verfahren zur Aufteilung sowie zur Verwaltung der Inselgruppe zwischen den USA und Deutschland vereinbart wurde. Nach Abschluss des Vertrages von Apia wurde von Buri deutscher Generalkonsul in Basel. Am 13. April 1900 übernahm er dann das deutsche Generalkonsulat in Australien mit Sitz in Sydney. Damit war er zugleich für Neuseeland und die Fidschi-Inseln mitverantwortlich. Zu Beginn der Australischen Föderation vertrat er bei der Eröffnung des australischen Parlaments am 9. Mai 1901 den deutschen Kaiser Wilhelm II.
Am 9. August 1906 wurde er Konsul in Shanghai. Damit war von Buri für die Belange der deutschen Staatsangehörigen in der internationalen Siedlung und den umliegenden Gebieten um Shanghai verantwortlich. Zugleich vertrat er auch wirtschaftliche Interessen Deutschlands vor Ort gegenüber den regionalen Behörden, denn Shanghai hatte sich bereits zu dieser Zeit zu einem wichtigen Handelsplatz zwischen Asien und Europa entwickelt. Im Februar 1913 erfolgte seine Ernennung als Gesandter der deutschen Mission in Bangkok. Obwohl seine Dienstzeit dort bis 1917 angegeben wurde, kehrte er wohl bereits früher nach Deutschland zurück, denn spätestens ab Juli 1916 hielt er sich wieder in Berlin auf.
Im Juli 1916 wurde von Paul von Buri im Auswärtigen Amt als Abteilungsleiter der Zentralstelle für Auslandsdienst (ZfA), die für die Organisation der Auslandspropaganda und die Zusammenarbeit mit der ausländischen Presse zuständig war, eingesetzt. Die Aufgaben dieser im Oktober 1914 geschaffenen Dienststelle bestanden in der Herausgabe eines, für ausländische Zeitungen bestimmten, mehrsprachigen Depeschendienstes, dem Druck von Broschüren, Büchern und Artikel über ausländische Verlage zur Darstellung der deutschen Kultur und „Friedensliebe“, in der Gründung oder Übernahme von Zeitungen für bestimmte ausländische Bevölkerungsgruppen, in der monatlichen Herausgabe einer mehrsprachigen Kriegschronik sowie in der Anfertigung von Plakaten und Flugblätter für die Bevölkerung der besetzten Gebiete. Der Sitz der Zentralstelle war in den ehemaligen Räumen der Berliner „Zentralstelle für Druckschriftenpropaganda des Reichsmarineamtes“, die in der ZfA mit aufgegangen war. Bei der Umsetzung der sehr schwierigen Themenbereiche, vor allem während des Kriegszustandes, wurde deutlich, dass die Nachrichtenbeschaffung und Nachrichtenverbreitung im Ausland schwer zu trennen war von der nachrichtendienstlichen Informationsarbeit. Bis 1917 wurde die Zentralstelle für Auslandsdienst mehrfach umstrukturiert und zentralisiert, sie bewegte sich jedoch immer in Konkurrenz zu den privaten Nachrichtenorganisationen und zur Abteilung III b des Großen Generalstabes. Besonderes Misstrauen gegenüber der Zentralstelle hegte Erich Ludendorff, da ihr kein Offizier vorstand. Auf sein Betreiben hin wurde die ZfA zum Jahresende 1917 als selbständige Abteilung aufgelöst und der unter der Leitung des Majors Erhard Deutelmoser stehenden Nachrichtenabteilung des Auswärtigen Amtes zugeordnet. Im August 1917 wurde von Buri dann von seiner Funktion als Leiter der Zentralstelle entbunden. Ungeachtete dieser durch den Druck militärischer Kreise auf das Auswärtige Amt entstandenen Situation arbeitete von Buri, nun inoffiziell, für die Abteilung IV Nachrichten im Amt weiter.
Paul von Buri verstarb am 7. August 1922 in Seeheim-Jugenheim.